# St. Willibrord (Wardt)

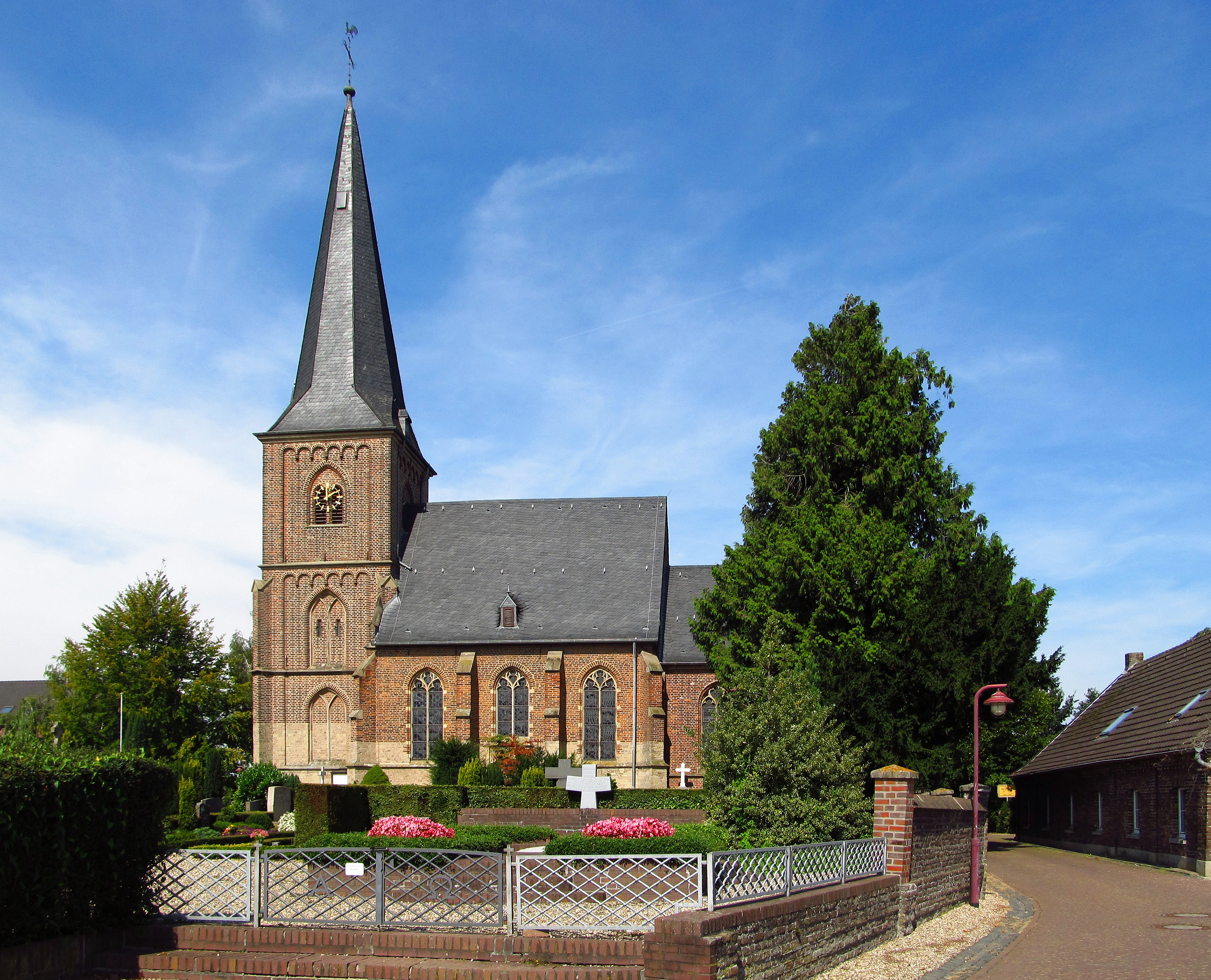
St. Willibrord (Wardt)

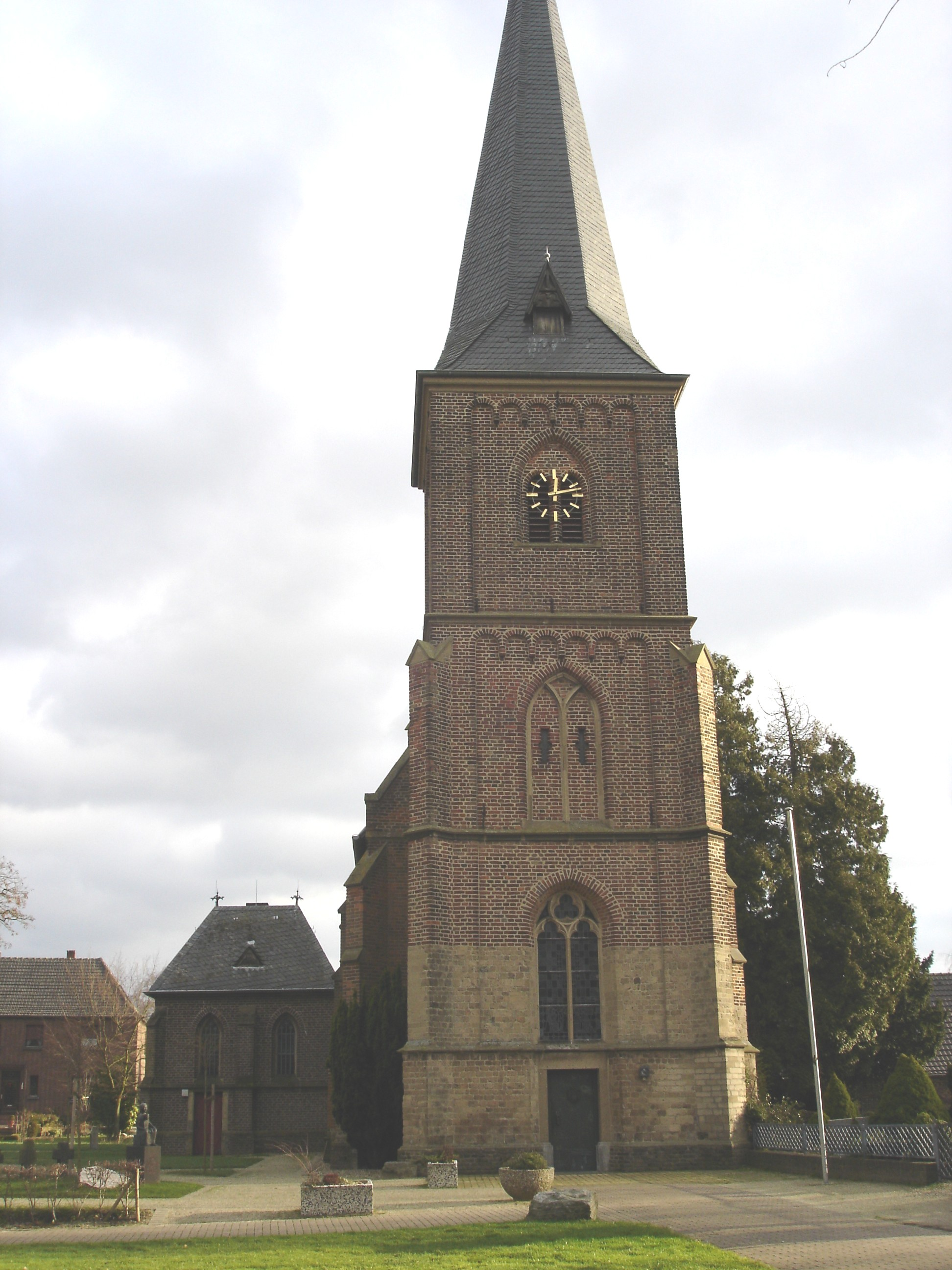
Ansicht von Westen

Die römisch-katholische Pfarrkirche St. Willibrord ist eine gotische Backsteinkirche im Ortsteil Wardt von Xanten im Kreis Wesel in Nordrhein-Westfalen. Sie gehört zur Kirchengemeinde St. Viktor Xanten im Bistum Münster.

## Geschichte und Architektur
Eine Kapelle in Wardt wird im Jahr 1258 erstmals erwähnt und 1380 dem Stift St. Viktor in Xanten inkorporiert. Die Kirche St. Willibrord ist seit etwa 1400 Pfarrkirche.
Die Kirche ist ein einschiffiger Saalbau aus Backstein und Tuff, der mit Kreuzrippengewölbe mit durchlaufender Mittelrippe geschlossen ist. Ein eingezogenes, leicht gestrecktes Chorjoch mit Fünfachtelschluss ist im Osten, ein vorgesetzter, dreigeschossiger Turm im Westen angebaut. Die Kirche wurde in drei Bauabschnitten in der zweiten Hälfte des 15. Jahrhunderts teils unter Nutzung der Fundamente eines romanischen Vorgängerbaus errichtet. Bei einer Restaurierung durch Heinrich Wiethase im Jahr 1870 wurden die Gesimse und Fenstermaßwerke in Sandstein ausgeführt und die Sakristei an der Chornordseite angebaut. Das Innere wurde 1986 neu angestrichen.

## Ausstattung
Der Sakramentsschrein aus Sandstein wurde im dritten Viertel des 15. Jahrhunderts geschaffen und erhielt 1987 eine neue Fassung. Der Schrein ist von einem Kielbogen bekrönt, der eine Blendarkadenstellung überschneidet und ähnelt demjenigen in Vynen.
Der Taufstein aus Sandstein zeigt ein gebauchtes Becken mit Maßwerkblenden auf einem gedrehten Schaft. Eine Skulptur der heiligen Lucia aus Eichenholz zeigt Reste originaler Farbfassung und wurde um 1480 von Arnt Beeldesnyder geschaffen. Die linke Hand und der Dolch sind erneuert. Ein Gekreuzigter aus Holz vom Ende des 15. Jahrhunderts mit einer neueren Fassung ist auf einem neuzeitlichen Kreuz zu sehen.
Die Orgel ist ein Werk der Firma Orgelbau Romanus Seifert & Sohn mit zehn Registern auf zwei Manualen und Pedal. Die Disposition lautet:
| I. Manual C–g3 |    |  |
| Rohrflöte      | 8′ |  |
| Principal      | 4′ |  |
| Schwegel       | 2′ |  |
| Mixtur IV      |    |  |

| II. Manual C–g3 |    |  |
| Gedackt         | 8′ |  |
| Spitzflöte      | 4′ |  |
| Principal       | 2′ |  |
| Sesquialter II  |    |  |

| Pedal C–f1 |     |  |
| Subbaß     | 16′ |  |
| Offenbaß   | 8′  |  |

- Koppeln: II/I, I/P, II/P
- Spielhilfen: Tremulant, Ventus